# Mischa Vetere

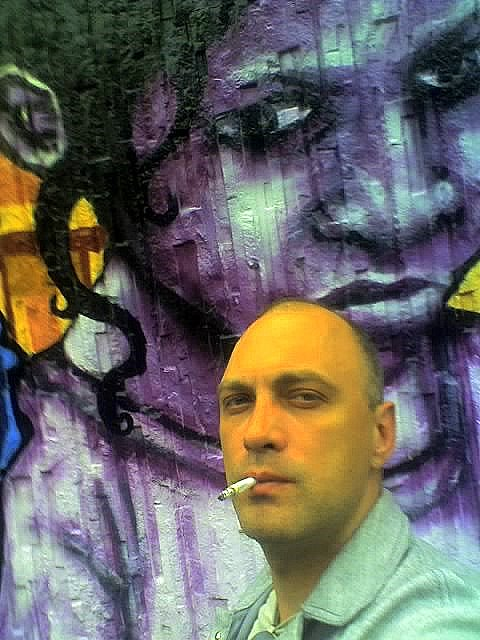
Mischa Vetere

Mischa Vetere (* 1. April 1967 in Zürich) ist ein Schweizer Dichter, Schriftsteller und Maler mit italienischen Wurzeln.

## Leben und Werk
Vetere ist der Sohn der Schweizer Dichterin Jeanne Degen und des neapolitanischen Bildhauers Garenne. Er wuchs in Mailand und Zürich auf. Seine Schriften werden seit 2008 im Lyrik Kabinett München und in der Handschriftenabteilung der Zentralbibliothek Zürich gesammelt sowie der französische Teil seines Werkes seit 2009 von der Bibliothèque Municipale de Lyon. Seine Bücher (Gestaltung unter bürgerlichem Namen/Papageien-Verlag) befinden sich in verschiedenen Sammlungen und wurden 2006 ins MOMA aufgenommen. Vetere war Mitglied des AdS und ist Mitglied der ProLitteris. Er lebte und schrieb nach einem langen Aufenthalt (1993–2003) in Lyon lange Jahre in Zürich. Seit 2011 lebt er in Berlin.
Vetere schreibt seit seinem siebzehnten Lebensjahr in deutscher, englischer, französischer und italienischer Sprache, hauptsächlich engagiert-epigrammatische Lyrik. Er richtete sich 1996 mit Publikationen gegen die deutsche „Falschschreibreform“ und gegen den islamistischen Fundamentalismus. Veteres Kunst verwendet Formeln und Symbole; in „sputnik (von der läuterung)“ erklärt Vetere: Poesie ist eine präzise Wissenschaft. Er nimmt in verschiedenen wissenschaftskritischen Arbeiten Bezug auf seinen Onkel, den Physiker J. Pfister. Zwischen seinem und dem Spätwerk von Erika Burkart, mit welcher er eine fünfundzwanzigjährige Freundschaft pflegte, gibt es wechselseitig zahlreiche Bezüge, wie beispielsweise in Geheimbrief (2009) vs. rimbaud dreaming (2008).

## Veröffentlichungen
- die ungestillten säuger: (ein fragment). Vontobel, Zürich 1995, ISBN 3-907520-02-5. (39 ausgewählte Gedichte); Nachwort von Erika Burkart
- âge-coeur. Papageien-Verlag, Zürich 1996. (französische Übersetzung von 19 Gedichten durch Eric Dortu, Paris)
- Librarium II / 97 (1997, ISBN 3-909188-38-9)
- die narbe versiegelt den riss Hörbuch-CD (2000, ISBN 3-909188-38-9)
- die philosophie der hunde. Daphnis-Verlag, Zürich 2005, ISBN 3-85631-002-9. (35 ausgewählte Gedichte)
- what are we waiting for – jessica brouzes chante mischa vetere, montreux 2007 (i-tunes, napster, exlibris)
- fin des eaux: poèmes pour amis – Gedichte für Freunde – poems for friends, Lausanne / Nîmes 2007
- rimbaud dreaming: neue gedichte, Zürich/Miami 2008
- sputnik (von der läuterung), éditions La Palourde, Nîmes/Paris 2009, ISBN 3-85631-104-1
- post-trauma - versuch einer antwort (vor dem verstummen), Zürich 2009, ISBN 3-85631-102-5
- post-trauma nachtrag = vortrag DIE GEISTIGE REVOLUTION, Zürich 2010, ISBN 3-85631-101-7
- GEHEIMBUND DER STILLE – ein Lyrik-Abtausch aus 15 Jahren (oder von der poetischen Zwiesprache im virtuellen Zeitalter); Gedichte von Erika Burkart und mischa vetere, Zürich 2010, ISBN 3-85631-103-3
- DER BERG – eine parabel in zehn bildern. Berlin 2011.
- IN SOLCHEN ZEITEN – mine de rien poèmes - poems - gedichte . Berlin 2013.

## Auszeichnungen
Das Gedicht chain reaction wurde 2004 von Poetry.com, der nationalen Poesie-Gesellschaft der USA, ausgezeichnet.